# Serpent Saints (The Ten Amendments)
Serpent Saints (The Ten Amendments) deveti je studijski album švedskog death metal sastava Entombed. Diskografska kuća Candlelight Records objavila ga je 25. lipnja 2007. Prvi je album na kojem su se pojavili basist Nico Elgstrand i bubnjar Olle Dahlstedt te prvi na kojem nije svirao Uffe Cederlund. Ovo je posljednji Entombedov album na kojem pjevao je Lars-Göran Petrov, koji je preminuo 2021. godine.

## Popis pjesama
| 1.    | »Serpent Saints«                               | 5:04 |
| 2.    | »Masters of Death«                             | 5:00 |
| 3.    | »Amok«                                         | 4:44 |
| 4.    | »Thy Kingdom Koma«                             | 4:07 |
| 5.    | »When in Sodom«                                | 5:40 |
| 6.    | »In the Blood«                                 | 4:39 |
| 7.    | »Ministry«                                     | 2:43 |
| 8.    | »The Dead, the Dying and the Dying to Be Dead« | 3:01 |
| 9.    | »Warfare, Plague, Famine, Death«               | 3:20 |
| 10.   | »Love Song for Lucifer«                        | 3:06 |
| 41:24 |                                                |      |

## Zasluge
Entombed
- Lars-Göran Petrov – vokal
- Alex Hellid – gitara, grafički dizajn, dizajn
- Nico Elgstrand – bas-gitara, inženjer zvuka
- Olle Dahlstedt – bubnjevi

Dodatni glazbenici
- Klara Stjärnvind – vokal (na pjesmi Serpent Saints)
- Fredrik Åkesson – prateći vokal
- Peter Stjärnvind – dodatne bubnjeve
- Killjoy – dodatni vokal (na pjesmi Masters of Death)

Ostalo osoblje
- Hoffe Stannow – mastering
- Sören Elonsson – miks